# Neobisioidea
Neobisioidea es una superfamilia de pseudoscorpiones.  Esta superfamilia contiene siete familias:

## Familias
- Bochicidae
- Gymnobisiidae
- Hyidae
- Ideoroncidae
- Neobisiidae
- Parahyidae
- Syariniidae
- Vachoniidae